# Guy I de Clermont
Guy I de Clermont, signore di Breteuil, detto de Nèelle o de Nesle (1255 circa – Courtrai, 11 luglio 1302), è stato un militare francese, maresciallo di Francia nel 1292.

## Biografia
Era il secondo figlio di Simon de Clermont signore di Nesle, e di Alix de Montfort, e fratello minore di Raoul, connestabile di Francia.
Prese parte alla guerra di Fiandra nel 1297. Filippo il bello, durante l'assedio di Lilla affidò un distaccamento di truppe agli ordini suoi e del connestabile suo fratello: i due attaccarono lungo il corso del Lys un contingente di truppe nemiche facendo numerosi prigionieri di rango.
Morì con il fratello alla battaglia degli speroni d'oro, trovandosi alla testa dell'attacco francese.